# Gurdaspur (Distrikt)
Der Distrikt Gurdaspur (Panjabi ਗੁਰਦਾਸਪੁਰ ਜ਼ਿਲ੍ਹਾ) ist ein Distrikt im nordindischen Bundesstaat Punjab. Verwaltungssitz ist die Stadt Gurdaspur.

## Geographie
Der Distrikt liegt im Norden des Punjab. Nordwestlich grenzt er an die pakistanische Provinz Punjab, nordöstlich an den Distrikt Pathankot, im Westen und Südwesten an den Distrikt Amritsar, im Süden in einem kurzen Abschnitt an den Distrikt Jalandhar und im Osten an den Distrikt Hoshiarpur. Die natürliche Grenze zu Pakistan wird im Wesentlichen vom Fluss Ravi markiert und die westliche Grenze vom Fluss Beas.

## Geschichte
Während der Teilung Indiens 1947 war die künftige staatliche Zugehörigkeit Gurdaspurs für viele Tage ungewiss. Der Distrikt hatte eine muslimische Mehrheit von 51,14 %. Letztlich verlief die Teilungslinie (Radcliffe-Linie) weitgehend westlich des Distrikts, und der größte Teil kam zu Indien. Nur der Tehsil Shakargarh ging an Pakistan. Die meisten Muslime des Distrikts wanderten in der folgenden Zeit nach Pakistan aus. Dafür kamen viele Hindu- und Sikh-Flüchtlinge aus Pakistan neu in den Distrikt.
Am 27. Juli 2011 wurde der Distrikt Pathankot aus Gurdaspur ausgliedert, wodurch sich Einwohnerzahl und die Fläche verkleinerten.

## Bevölkerung
Da der Distrikt kurz nach der letzten Volkszählung 2011 durch Abtrennung des Distrikts Pathankot verkleinert wurde, liegen keine direkten Volkszählungsergebnisse auf Distriktebene vor.